# Frans Walkate
George Christiaan Frans Walkate (Kampen 29 juni 1866 - Kampen 24 december 1943) was een Nederlandse bankdirecteur van de Nutsspaarbank in Kampen (de huidige SNS Bank). Het naar hem genoemde Frans Walkate Archief, dat gevestigd is in het voormalige Nutsspaarbankgebouw, bestaat hoofdzakelijk uit drie onderdelen:
1. Het monumentale bankgebouw - voormalig Nutsspaarbankgebouw met spaarbankinterieur
2. Frans Walkate Archief - verzameling foto's, schilderijen en topografie met betrekking tot Kampen uit de periode na 1850
3. Het SNS Historisch Archief - verzameling affiches, folders, brochures, herdenkingsboeken en spaarpotten